# 江冕
江冕（1510年—？），字端甫，江西建昌府南豐縣人，民籍，明朝政治人物。

## 生平
江西鄉試第四十四名舉人。嘉靖二十三年（1544年）中式甲辰科會試第八十六名，登第二甲第三十九名進士。官長沙府通判、庐州府同知。

## 家族
曾祖江景綸；祖父江秉昭，壽官；父江宙，母李氏；繼母黃氏。重庆下。弟江昙。